# Acraea leucographa
Acraea leucographa is een vlinder uit de familie van de Nymphalidae. De wetenschappelijke naam van de soort is voor het eerst gepubliceerd in 1889 door Carl Ribbe.

## Verspreiding
De soort komt voor in de laaglandbossen van Liberia, Ivoorkust, Ghana, Togo, Benin, Nigeria, Kameroen, Gabon, Congo-Brazzaville, Centraal Afrikaanse Republiek, Congo-Kinshasa, Zuid-Soedan, Oeganda, Kenia, Rwanda, Burundi, Tanzania, Angola, Zambia.

## Waardplanten
De rups leeft op Rinorea (Violaceae).

## Ondersoorten
- Acraea leucographa leucographa Ribbe, 1889 (Kameroen, Gabon, Congo-Brazzaville, Centraal Afrikaanse Republiek, Congo-Kinshasa, Zuid-Soedan, Oeganda, Kenia, Rwanda, Burundi, Tanzania, Angola, Zambia)
- Acraea leucographa jolyi Pierre, 2009  (Liberia, Ivoorkust, Ghana, Nigeria)